# Hydrosalpinx sericea
Hydrosalpinx sericea (лат.) — вид ручейников из семейства Hydrosalpingidae.

## Описание
Южная Африка. Западная и юго-западная части провинции Кейп ЮАР. Личинки живут в подводных домиках из золотисто-коричневого шёлка в горных речках. Взрослые особи также золотисто-коричневого цвета. У самцов длинные нижнечелюстные и нижнегубные щупики. Личинки питаются детритом и водорослями. В последнее время вид стал редким, возможно из-за хищничества интродуцированных форелей.

## Систематика
Вид Hydrosalpinx sericea был выделен в отдельные род Hydrosalpinx и семейство Hydrosalpingidae в 1934 году (Barnard, 1934). Фишер в 1970 году (Fischer, 1970) причислил род Hydrosalpinx к семейству Helicopsychidae, но упомянул, что по мнению Скотта (Scott, 1967) он может принадлежать к семейству Beraeidae. Эта ситуация сохранялась до 1985 года, когда Скотт (Scott, 1985) выделил новое семейство Hydrosalpingidae, которое было более подробно описано несколько лет спустя (Scott, 1993).